# Nanmen
Nanmen est le nom d'un astérisme utilisé en astronomie chinoise, situé dans la constellation occidentale du Centaure. Bien qu'il y ait des doutes sur le sujet, il correspond très vraisemblablement aux deux étoiles les plus brillantes de la constellation du Centaure, à savoir Alpha et Beta Centauri. 

## Référence
- (en) Francis Richard Stephenson et David A. Green, Historical supernovae and their remnants, Oxford, Oxford University Press, 2002, 252 p. (ISBN 0198507666).